# 고령신씨 소장 고문서
고령신씨 소장 고문서는 대한민국 경기도 화성시 향남읍 구문천리에 있다. 2007년 12월 20일 되었다가, 2019년 10월 23일 향토문화재(유형) 제13호로 변경 재분류되었다.

## 개요
이문서는 고령 신씨 생활상을 알 수 있는 각종 기록물로 토지매매문서, 소작문서 등이 있다.